# 南海電氣鐵道
南海電氣鐵道股份有限公司（日语：／ Nankai Denki Tetsudō */?，東證1部：9044），簡稱南海電鐵或南海，是位於日本關西地方的鐵路公司，主要經營路線位於大阪府南部與和歌山縣北部，連結了大阪難波與和歌山市、關西機場、高野山等地，總營業路線長度154.0公里，車輛704輛。
南海電氣鐵道的社名「南海」是來自律令制的南海道（包括紀伊國、淡路島、四國），為了以該區域為營業據點擴大經營為目的而命名。在日本的鐵路公司分類中屬於大手私鐵，也是日本現存之純民間資本私鐵中歷史最悠久者，本社設於大阪府大阪市中央區，為東証1部之上市企業。集團口號為。現為全國登山鐵道‰會的成員。
南海電氣鐵道過去曾經擁有職業棒球球團－南海鷹（現在的福岡軟體銀行鷹）及棒球場（大阪球場與中百舌鳥球場）。棒球場於1988年售出後均已拆除。

## 歴史
1884年，當時在關西的企業家藤田傳三郎、松本重太郎、田中市兵衛、外山脩造合資成立了大阪堺間鐵道，在1885年開始經營難波至大和川之間的的阪堺鐵道。阪堺鐵道在當時為日本繼日本鐵道和東京馬車鐵道後的第三家由民間經營的鐵路。
南海鐵道公司在1898年成立，並接手經營阪堺鐵道，此後陸續在1909年併入浪速電車軌道（現在的上町線，現由子公司阪堺電氣軌道經營）、1922年併入大阪高野鐵道（現在的高野線）、1940年併入阪和電氣鐵道（後來成為南海鐵道山手線，但於1944年被收為日本國有鐵道，現為西日本旅客鐵道阪和線）、1942年併入加太電氣鐵道（現為加太線）。
二次大戰期間，日本政府在1944年依戰時收購私鐵政策以63,894,384日圓買下了原屬於阪和電氣鐵道的路線，並依據陸上交通事業調整法強迫南海鐵道與關西急行鐵道合併為近畿日本鐵道。但在二次大戰結束後，原屬南海鐵道成員在新公司內主張南海鐵道公司應再次分出成為獨立的公司，因此在1947年成立南海電氣鐵道，並承接原屬南海鐵道公司的路線。
1961年再併入了和歌山電氣軌道的和歌山軌道線（於1971年停止營運）。1980年，成立子公司阪堺電氣軌道。
2023年12月20日，南海電鐵與泉北高速鐵道就業務整合達成基本協議，泉北高速鐵道會在2025年4月1日被吸收合併，成為南海電鐵母公司的一部分，不再是獨立法人。此項合併案於2024年11月1日獲得國土交通大臣的核准。而合併後泉北高速鐵道所屬的泉北高速鐵道線將改名為「泉北線」，並由南海電鐵繼續營運。
2025年為南海鐵道創立的140周年，因此該公司於同年3月26日的發表會上公布時隔32年重新設計的公司職員、乘務員及作業員的新制服。

## 路線列表
| 路線記號   | 中文線名 | 日文線名          | 起點                | 終點              | 距離（公里） |
| ---------- | -------- | ----------------- | ------------------- | ----------------- | ------------ |
| 南海線     |          |                   |                     |                   |              |
|            | 南海本線 |                   | 難波（NK 01）       | 和歌山市（NK 45） | 64.2         |
| 高師濱線   |          | 羽衣（NK 16）     | 高師濱（NK 16-2）   | 1.5               |              |
| 多奈川線   |          | 岬公園（NK 41）   | 多奈川（NK 41-3）   | 2.6               |              |
| 加太線     |          | 紀之川（NK 44）   | 加太（NK 44-7）     | 9.6               |              |
| 和歌山港線 |          | 和歌山市（NK 45） | 和歌山港（NK 45-1） | 2.8               |              |
| 機場線     |          |                   |                     |                   |              |
|            | 機場線   |                   | 泉佐野（NK 30）     | 關西機場（NK 32） | 8.8          |
| 高野線     |          |                   |                     |                   |              |
|            | 高野線   |                   | 難波（NK 01）       | 極樂橋（NK 86）   | 59.9         |
| 汐見橋線   |          | 汐見橋（NK 06-5） | 岸里玉出（NK 06）   | 4.6               |              |
| 鋼索線     |          | 極樂橋（NK 86）   | 高野山（NK 87）     | 0.8               |              |
| 泉北線     |          |                   |                     |                   |              |
|            | 泉北線   |                   | 中百舌鳥（NK 59）   | 和泉中央（NK 92） | 14.3         |

轉讓或已停止營運路線
- 南海線

南海電鐵營運路線圖

  - 天王寺支線： 天下茶屋 - 天王寺
  - 國社聯絡線： 和歌山市 - 國社分界點 (出借JR西日本)
  - 和歌山港線： 和歌山港 - 水軒
  - 北島支線： 和歌山市 - 北島 - 東松江
- 高野線
  - 紀之川口支線：妻信號所 - 紀之川口
- 貴志川線： 和歌山 - 貴志（轉讓予岡山電氣軌道之子公司和歌山電鐵）
- 大阪軌道線
  - 阪堺線： 惠美須町 - 濱寺站前 (轉讓予子公司阪堺電氣軌道)
  - 上町線： 天王寺站前 - 住吉公園 (轉讓予子公司阪堺電氣軌道)
  - 平野線： 今池 - 平野
  - 大濱支線：宿院 - 大濱海岸
- 和歌山軌道線
  - 海南線：市站前 - 海南站前
  - 新町線：公園前 - 國鐵和歌山站
  - 和歌浦支線：和歌浦口 - 新和歌浦

## 使用列車
2024年12月10日，南海電鐵宣布除改裝為觀光列車「天空號」的所有南海2200系電聯車皆會在2025年春季退役。

## 車輛段‧機修廠
- 千代田工場
- 住之江檢車區
- 羽倉崎檢車區
- 千代田檢車區
- 小原田檢車區

## 外部連結
- （日語）（英文） 南海電氣鐵道 （页面存档备份，存于）